# جانیک دهم
جانیک دهم (انگلیسی: Jannik Dehm؛ زادهٔ ۲ مهٔ ۱۹۹۶) بازیکن فوتبال اهل آلمان است که در پست مدافع و هافبک بازی می‌کند.
از باشگاه‌هایی که در آن بازی کرده‌است می‌توان به باشگاه فوتبال کارلسروهه اشاره کرد.
وی همچنین در تیم‌های ملی فوتبال جوانان آلمان و جوانان آلمان بازی کرده‌است.